# Kenji Yamamoto (compositor nacido en 1958)
Kenji Yamamoto (山本健 Yamamoto Kenji?), nacido el 1 de julio de 1958) es un compositor y arreglista japonés, responsable de la producción de bandas sonoras, incluyendo temas de apertura y créditos finales de varias series de anime, así como de varios videojuegos, a lo largo de las décadas de 1980, 1990 y 2000. Es conocido especialmente por componer las bandas sonoras de los videojuegos de Dragon Ball.
Yamamoto también ha compuesto la banda sonora de la serie Dragon Ball Kai, una versión renovada de la serie de animación Dragon Ball Z. El 9 de marzo de 2011, Toei Animation anunció en su página web que gran parte de las piezas musicales compuestas por Yamamoto podrían incluir violación de derechos de autor por parte de terceros. Debido a este incidente, toda la banda sonora de Dragon Ball Kai fue eliminada y sustituida por la de la serie original, obra de Shunsuke Kikuchi..Esta ultima se colocó de forma apresurada y desordenada en comparación con la de Dragon Ball Z. El plagio de las piezas musicales de Yamamoto se llevaban mostrando en video en portales como YouTube desde 2006.
Entre las piezas musicales que fueron plagiadas se encuentran temas de películas como Avatar o Terminator Salvation (en el caso de Dragon Ball Kai), aunque también de canciones de grupos comerciales como Propaganda, concretamente la canción "The Murder of Love", cuyas notas pueden ser escuchadas en el capítulo 120 de la serie Dragon Ball Z cuando el personaje Trunks se transforma en Super Saiyano enfrentándose a Freezer; o Stratovarius, con la canción "Hunting High and Low" cuya versión plagiada se puede escuchar en uno de los escenarios del videojuego Dragon Ball Z Budokai.
Desde entonces, Yamamoto ha sido desvinculado para siempre de todo lo relacionado con Dragon Ball. Incluso todas sus canciones fueron sustituidas en el recopilatorio Dragon Ball Z Budokai HD Collection, publicado en noviembre de 2012.